# Четыре столпа Зелёной партии
Партии зелёных по всему миру привержены следующим «Четырём столпам»:
1. Экологическая мудрость (иногда «Экологическая устойчивость»);
2. Социальная справедливость (иногда «Социальное равенство и экономическая справедливость»);
3. Партисипативная демократия;
4. Ненасилие.

На немецком эти четыре столпа звучат как: нем. Die Grünen: ökologisch, sozial, basisdemokratisch, gewaltfrei.
Они впервые были сформулированы Европейскими Зелёными партиями, начиная с основания Немецкой партии Зелёных в 1979—1980 и были позже приняты Партией Зелёных США. Последняя расширила их до Десяти ключевых ценностей Зелёной партии. Зелёная партия Канады приняла свою версию — Шесть принципов Глобальных Зелёных.
Четыре столпа признаются всеми как взаимозависимые, неочевидными путями усиливающие друг друга, например Арундати Рой описывает связь между демократией, миром и ненасилием: «Там, где есть подавление, ему всегда будут противостоять… Я не верю, что возможен мир без справедливости… Они всегда вместе. Также не может быть мира в мире, полном доминирования» . Этот подход вырос из разделяемой Зелёными партиями проблематики движения за мир и экологического движения.